# هریسون گیلبرتسون
هریسون گیلبرتسون (به انگلیسی: Harrison Gilbertson) (زاده ۲۹ ژوئن ۱۹۹۳) بازیگر استرالیایی است.
از فیلم‌های معروف او می‌توان به بازی در فیلم جنون سرعت، چرخش ، معشوقه من و ارتقا اشاره کرد.